# Leucanella
Leucanella är ett släkte av fjärilar. Leucanella ingår i familjen påfågelsspinnare.

## Dottertaxa tillLeucanella, i alfabetisk ordning[1]
- Leucanella acutissima
- Leucanella apollinairei
- Leucanella aspera
- Leucanella bivius
- Leucanella burmeisteri
- Leucanella cinerea
- Leucanella cinnamomea
- Leucanella combusta
- Leucanella contei
- Leucanella contempta
- Leucanella damoeus
- Leucanella distincta
- Leucanella falcata
- Leucanella flammans
- Leucanella flavissima
- Leucanella fumata
- Leucanella fusca
- Leucanella gibbosus
- Leucanella heisleri
- Leucanella hoffmanni
- Leucanella hosmere
- Leucanella janeira
- Leucanella joannisi
- Leucanella jordani
- Leucanella koehleri
- Leucanella lama
- Leucanella leucane
- Leucanella lynx
- Leucanella maasseni
- Leucanella memusae
- Leucanella memusoides
- Leucanella mimusops
- Leucanella miris
- Leucanella muelleri
- Leucanella newmani
- Leucanella norcestes
- Leucanella nyctimene
- Leucanella nyctimenoides
- Leucanella oaxaca
- Leucanella patagonica
- Leucanella rosacea
- Leucanella rothschildi
- Leucanella saturata
- Leucanella schausi
- Leucanella semicaeca
- Leucanella stuarti
- Leucanella tristis
- Leucanella viettei
- Leucanella windi
- Leucanella viridescens